# Fernando Suárez González
Fernando Suárez González (ur. 10 sierpnia 1933 w Leónie, zm. 29 kwietnia 2024 w Madrycie) – hiszpański polityk, prawnik i nauczyciel akademicki, minister pracy i wicepremier (1975), parlamentarzysta krajowy, poseł do Parlamentu Europejskiego II i III kadencji.

## Życiorys
Ukończył studia prawnicze na Universidad de Oviedo, następnie doktoryzował się na Uniwersytecie Bolońskim. Pracował m.in. jako nauczyciel akademicki na Uniwersytecie Complutense w Madrycie, gdzie został profesorem prawa pracy. W 1969 powrócił do Oviedo, obejmując kierownictwo katedry, a dwa lata później stanowisko dziekana. Działał także w administracji państwowej w okresie frankizmu. W 1973 został dyrektorem generalnym Instituto Español de Emigración, instytucji zajmującej się polityką migracyjną. W 1975, w ostatnim rządzie, którym kierował generał Francisco Franco, sprawował urzędy ministra pracy oraz trzeciego wicepremiera.
Po przemianach politycznych działał w ramach Sojuszu Ludowym i następnie Partii Ludowej. W latach 1982–1986 wchodził w skład Kongresu Deputowanych II kadencji. Po akcesji Hiszpanii do Wspólnot Europejskich w 1986 objął mandat posła do Europarlamentu II kadencji. Utrzymał go w wyborach powszechnych w 1987 i 1989. Był m.in. wiceprzewodniczącym Komisji ds. Budżetu, wiceprzewodniczącym Grupy Demokracji Europejskiej oraz członkiem prezydium frakcji chadeckiej.
Kontynuował działalność akademicką na uczelni UNED. W 2007 otrzymał członkostwo w Królewskiej Akademii Nauk Moralnych i Politycznych.